# 被安打率
被安打率、每九局被安打數（H/9IP或H/9，Hits per nine innings（英文）） 是一種棒球術語，指投手每九局平均被打出的安打數。此數值越低，代表此投手越不容易讓打者擊出安打。雖然不容易被擊出安打不能代表此投手就容易幫助球隊贏得比賽，因為還有保送或等等因素，但由於在棒球比賽中利用安打得分是一種常見的得分方式，凸顯此數據有一定的重要性。
{\displaystyle H/9IP=9\cdot {\frac {H}{IP}}}
- H:安打
- IP:投球局數